# Пекин — Датун (скоростная дорога)
Скоростная дорога Пекин — Датун (кит. упр. 京大高速公路, пиньинь 京大高速公路) — скоростная автодорога, соединяющая Пекин c Датуном (провинция Шаньси). Длина — 332 км. Дорога была полностью сдана в эксплуатацию 16 ноября 2002 года.
Скоростная дорога Пекин — Датун формируется из трёх участков. На выходе из Пекина это — скоростная дорога «Бадалин». После Канчжуана в уезде Яньцин это — скоростная дорога Пекин — Чжанцзякоу. Последний участок — это скоростная дорога Сюаньхуа — Датун.
Из-за роста перевозок угля движение по дороге становится всё более и более интенсивным.